# 聖保羅 (內布拉斯加州)
聖保羅（英語：St. Paul）是一個位於美國內布拉斯加州霍華德縣的城市。根據2010年美國人口普查，該地共人口2290人，而該地的面積約為3.07平方千米。同時該地也是霍華德縣的縣治。

## 地理
聖保羅的座標為41°12′49″N 98°27′36″W / 41.21361°N 98.46000°W，而該地的平均海拔高度為553米（即1814英尺）。